# Attiches
Attiches es una población y comuna francesa, en la región de Norte-Paso de Calais, departamento de Norte, en el distrito de Lille y cantón de Pont-à-Marcq.

## Demografía
| 747 | 808 | 1607 | 1931 | 1954 | 2229 |
| Para los censos de 1962 a 1999 la población legal corresponde a la población sin duplicidades (Fuente: INSEE [Consultar]) |     |      |      |      |      |